# 2018-as Formula–1 német nagydíj
A német nagydíj volt a 2018-as Formula–1 világbajnokság tizenegyedik futama, amelyet 2018. július 20. és július 22. között rendeztek meg a Hockenheimringen, Hockenheimben.

## Választható keverékek
| Abroncs           | Friss | Használt |
| ----------------- | ----- | -------- |
| Közepes keverék   |       |          |
| Lágy keverék      |       |          |
| Ultralágy keverék |       |          |
| Átmeneti esőgumi  |       |          |
| Teljes esőgumi    |       |          |

## Szabadedzések

### Első szabadedzés
A német nagydíj első szabadedzését július 20-án, pénteken délelőtt tartották.
| helyezés | versenyző          | csapat/motor         | elért idő | különbség | futott kör |
| -------- | ------------------ | -------------------- | --------- | --------- | ---------- |
| 1        | Daniel Ricciardo   | Red Bull-TAG Heuer   | 1:13,525  | −         | 22         |
| 2        | Lewis Hamilton     | Mercedes             | 1:13,529  | +0,004    | 29         |
| 3        | Max Verstappen     | Red Bull-TAG Heuer   | 1:13,714  | +0,189    | 34         |
| 4        | Sebastian Vettel   | Ferrari              | 1:13,796  | +0,271    | 23         |
| 5        | Valtteri Bottas    | Mercedes             | 1:13,903  | +0,378    | 30         |
| 6        | Kimi Räikkönen     | Ferrari              | 1:14,267  | +0,742    | 24         |
| 7        | Romain Grosjean    | Haas-Ferrari         | 1:14,691  | +1,166    | 29         |
| 8        | Kevin Magnussen    | Haas-Ferrari         | 1:14,853  | +1,328    | 28         |
| 9        | Charles Leclerc    | Sauber-Ferrari       | 1:15,097  | +1,572    | 25         |
| 10       | Nico Hülkenberg    | Renault              | 1:15,282  | +1,757    | 32         |
| 11       | Sergio Pérez       | Force India-Mercedes | 1:15,415  | +1,890    | 29         |
| 12       | Fernando Alonso    | McLaren-Renault      | 1:15,544  | +2,019    | 13         |
| 13       | Lance Stroll       | Williams-Mercedes    | 1:15,629  | +2,104    | 32         |
| 14       | Carlos Sainz Jr.   | Renault              | 1:15,769  | +2,244    | 10         |
| 15       | Brendon Hartley    | Toro Rosso-Honda     | 1:15,864  | +2,339    | 36         |
| 16       | Szergej Szirotkin  | Williams-Mercedes    | 1:15,876  | +2,351    | 34         |
| 17       | Nicholas Latifi    | Force India-Mercedes | 1:16,023  | +2,498    | 27         |
| 18       | Pierre Gasly       | Toro Rosso-Honda     | 1:16,071  | +2,546    | 32         |
| 19       | Antonio Giovinazzi | Sauber-Ferrari       | 1:16,136  | +2,611    | 23         |
| 20       | Stoffel Vandoorne  | McLaren-Renault      | 1:16,149  | +2,624    | 14         |

### Második szabadedzés
A német nagydíj második szabadedzését július 20-án, pénteken délután tartották.
| helyezés | versenyző         | csapat/motor         | elért idő | különbség | futott kör |
| -------- | ----------------- | -------------------- | --------- | --------- | ---------- |
| 1        | Max Verstappen    | Red Bull-TAG Heuer   | 1:13,085  | −         | 18         |
| 2        | Lewis Hamilton    | Mercedes             | 1:13,111  | +0,026    | 39         |
| 3        | Valtteri Bottas   | Mercedes             | 1:13,190  | +0,105    | 39         |
| 4        | Sebastian Vettel  | Ferrari              | 1:13,310  | +0,225    | 46         |
| 5        | Kimi Räikkönen    | Ferrari              | 1:13,427  | +0,342    | 41         |
| 6        | Romain Grosjean   | Haas-Ferrari         | 1:13,973  | +0,888    | 34         |
| 7        | Kevin Magnussen   | Haas-Ferrari         | 1:14,189  | +1,104    | 36         |
| 8        | Charles Leclerc   | Sauber-Ferrari       | 1:14,374  | +1,289    | 41         |
| 9        | Nico Hülkenberg   | Renault              | 1:14,496  | +1,411    | 31         |
| 10       | Esteban Ocon      | Force India-Mercedes | 1:14,508  | +1,423    | 39         |
| 11       | Sergio Pérez      | Force India-Mercedes | 1:14,552  | +1,467    | 38         |
| 12       | Carlos Sainz Jr.  | Renault              | 1:14,592  | +1,507    | 43         |
| 13       | Daniel Ricciardo  | Red Bull-TAG Heuer   | 1:14,682  | +1,597    | 36         |
| 14       | Marcus Ericsson   | Sauber-Ferrari       | 1:14,783  | +1,698    | 38         |
| 15       | Pierre Gasly      | Toro Rosso-Honda     | 1:14,793  | +1,708    | 44         |
| 16       | Brendon Hartley   | Toro Rosso-Honda     | 1:14,830  | +1,745    | 45         |
| 17       | Fernando Alonso   | McLaren-Renault      | 1:14,836  | +1,751    | 38         |
| 18       | Lance Stroll      | Williams-Mercedes    | 1:15,269  | +2,184    | 36         |
| 19       | Szergej Szirotkin | Williams-Mercedes    | 1:15,408  | +2,323    | 41         |
| 20       | Stoffel Vandoorne | McLaren-Renault      | 1:15,454  | +2,369    | 34         |

### Harmadik szabadedzés
A német nagydíj harmadik szabadedzését július 21-én, szombaton délelőtt tartották, esős körülmények között.
| helyezés | versenyző         | csapat/motor         | elért idő  | különbség | futott kör |
| -------- | ----------------- | -------------------- | ---------- | --------- | ---------- |
| 1        | Charles Leclerc   | Sauber-Ferrari       | 1:34,577   | −         | 8          |
| 2        | Marcus Ericsson   | Sauber-Ferrari       | 1:35,000   | +0,423    | 9          |
| 3        | Szergej Szirotkin | Williams-Mercedes    | 1:35,334   | +0,757    | 9          |
| 4        | Sebastian Vettel  | Ferrari              | 1:35,573   | +0,996    | 5          |
| 5        | Pierre Gasly      | Toro Rosso-Honda     | 1:35,659   | +1,082    | 6          |
| 6        | Brendon Hartley   | Toro Rosso-Honda     | 1:36,151   | +1,574    | 6          |
| 7        | Nico Hülkenberg   | Renault              | 1:36,873   | +2,296    | 4          |
| 8        | Kimi Räikkönen    | Ferrari              | 1:37,755   | +3,178    | 4          |
| 9        | Lance Stroll      | Williams-Mercedes    | 1:38,393   | +3,816    | 7          |
| 10       | Romain Grosjean   | Haas-Ferrari         | idő nélkül | −         | 2          |
| 11       | Kevin Magnussen   | Haas-Ferrari         | idő nélkül | −         | 2          |
| 12       | Max Verstappen    | Red Bull-TAG Heuer   | idő nélkül | −         | 1          |
| 13       | Fernando Alonso   | McLaren-Renault      | idő nélkül | −         | 1          |
| 14       | Stoffel Vandoorne | McLaren-Renault      | idő nélkül | −         | 2          |
| 15       | Daniel Ricciardo  | Red Bull-TAG Heuer   | idő nélkül | −         | 1          |
| 16       | Carlos Sainz Jr.  | Renault              | idő nélkül | −         | 2          |
| 17       | Valtteri Bottas   | Mercedes             | idő nélkül | −         | 2          |
| 18       | Esteban Ocon      | Force India-Mercedes | idő nélkül | −         | 2          |
| 19       | Sergio Pérez      | Force India-Mercedes | idő nélkül | −         | 1          |
| 20       | Lewis Hamilton    | Mercedes             | idő nélkül | −         | 2          |

## Időmérő edzés
A német nagydíj időmérő edzését július 21-én, szombaton futották.
| helyezés              | rajtszám | versenyző         | csapat/motor         | 1. rész  | 2. rész    | 3. rész  | rajthely | futott kör |
| --------------------- | -------- | ----------------- | -------------------- | -------- | ---------- | -------- | -------- | ---------- |
| 1                     | 5        | Sebastian Vettel  | Ferrari              | 1:12,538 | 1:12,505   | 1:11,212 | 1        | 16         |
| 2                     | 77       | Valtteri Bottas   | Mercedes             | 1:12,962 | 1:12,152   | 1:11,416 | 2        | 18         |
| 3                     | 7        | Kimi Räikkönen    | Ferrari              | 1:12,505 | 1:12,336   | 1:11,547 | 3        | 17         |
| 4                     | 33       | Max Verstappen    | Red Bull-TAG Heuer   | 1:13,127 | 1:12,188   | 1:11,822 | 4        | 18         |
| 5                     | 20       | Kevin Magnussen   | Haas-Ferrari         | 1:13,105 | 1:12,523   | 1:12,200 | 5        | 18         |
| 6                     | 8        | Romain Grosjean   | Haas-Ferrari         | 1:12,986 | 1:12,722   | 1:12,544 | 6        | 17         |
| 7                     | 27       | Nico Hülkenberg   | Renault              | 1:13,479 | 1:12,946   | 1:12,560 | 7        | 17         |
| 8                     | 55       | Carlos Sainz Jr.  | Renault              | 1:13,324 | 1:13,032   | 1:12,692 | 8        | 19         |
| 9                     | 16       | Charles Leclerc   | Sauber-Ferrari       | 1:13,077 | 1:12,995   | 1:12,717 | 9        | 23         |
| 10                    | 11       | Sergio Pérez      | Force India-Mercedes | 1:13,427 | 1:13,072   | 1:12,774 | 10       | 19         |
| 11                    | 14       | Fernando Alonso   | McLaren-Renault      | 1:13,614 | 1:13,657   |          | 11       | 16         |
| 12                    | 35       | Szergej Szirotkin | Williams-Mercedes    | 1:13,708 | 1:13,702   |          | 12       | 13         |
| 13                    | 9        | Marcus Ericsson   | Sauber-Ferrari       | 1:13,562 | 1:13,736   |          | 13       | 17         |
| 14                    | 44       | Lewis Hamilton    | Mercedes             | 1:13,012 | idő nélkül |          | 14       | 8          |
| 15                    | 3        | Daniel Ricciardo  | Red Bull-TAG Heuer   | 1:13,318 | idő nélkül |          | 19[1]    | 6          |
| 16                    | 31       | Esteban Ocon      | Force India-Mercedes | 1:13,720 |            |          | 15       | 10         |
| 17                    | 10       | Pierre Gasly      | Toro Rosso-Honda     | 1:13,749 |            |          | 20[2]    | 9          |
| 18                    | 28       | Brendon Hartley   | Toro Rosso-Honda     | 1:14,045 |            |          | 16       | 8          |
| 19                    | 18       | Lance Stroll      | Williams-Mercedes    | 1:14,206 |            |          | 17       | 10         |
| 20                    | 2        | Stoffel Vandoorne | McLaren-Renault      | 1:14,401 |            |          | 18       | 10         |
| 107%-os idő: 1:17,580 |          |                   |                      |          |            |          |          |            |

Megjegyzés:
- ↑ 1:  — Daniel Ricciardo autójába új MGU-K-t, akkumulátort és vezérlőelektronikát szereltek be, ezért az utolsó rajtkockába sorolták hátra (Gasly büntetése után ez a 19. rajthelyre módosult).[3][4][5]
- ↑ 2:  — Pierre Gasly autójában minden erőforráselemet kicseréltek (belsőégésű motor, turbófeltöltő, akkumulátor, MGU-H, MGU-K és vezérlőelektronika), ezért az utolsó rajtkockából kellett rajtolnia.[6]

## Futam
A német nagydíj futama július 22-én, vasárnap rajtolt.
| helyezés | rajtszám | versenyző         | csapat/motor         | futott kör | idő/kiesés oka | rajthely | abroncs | pont |
| -------- | -------- | ----------------- | -------------------- | ---------- | -------------- | -------- | ------- | ---- |
| 1        | 44       | Lewis Hamilton    | Mercedes             | 67         | 1:32:29,845    | 14       |         | 25   |
| 2        | 77       | Valtteri Bottas   | Mercedes             | 67         | +4,535         | 2        |         | 18   |
| 3        | 7        | Kimi Räikkönen    | Ferrari              | 67         | +6,732         | 3        |         | 15   |
| 4        | 33       | Max Verstappen    | Red Bull-TAG Heuer   | 67         | +7,654         | 4        |         | 12   |
| 5        | 27       | Nico Hülkenberg   | Renault              | 67         | +26,609        | 7        |         | 10   |
| 6        | 8        | Romain Grosjean   | Haas-Ferrari         | 67         | +28,871        | 6        |         | 8    |
| 7        | 11       | Sergio Pérez      | Force India-Mercedes | 67         | +30,556        | 10       |         | 6    |
| 8        | 31       | Esteban Ocon      | Force India-Mercedes | 67         | +31,750        | 15       |         | 4    |
| 9        | 9        | Marcus Ericsson   | Sauber-Ferrari       | 67         | +32,362        | 13       |         | 2    |
| 10       | 28       | Brendon Hartley   | Toro Rosso-Honda     | 67         | +34,197        | 16       |         | 1    |
| 11       | 20       | Kevin Magnussen   | Haas-Ferrari         | 67         | +34,919        | 5        |         |      |
| 12[1]    | 55       | Carlos Sainz Jr.  | Renault              | 67         | +43,069        | 8        |         |      |
| 13       | 2        | Stoffel Vandoorne | McLaren-Renault      | 67         | +46,617        | 18       |         |      |
| 14       | 10       | Pierre Gasly      | Toro Rosso-Honda     | 66         | +1 kör         | 20       |         |      |
| 15       | 16       | Charles Leclerc   | Sauber-Ferrari       | 66         | +1 kör         | 9        |         |      |
| 16[2]    | 14       | Fernando Alonso   | McLaren-Renault      | 65         | sebességváltó  | 11       |         |      |
| ki       | 18       | Lance Stroll      | Williams-Mercedes    | 53         | erőforrás      | 17       |         |      |
| ki       | 5        | Sebastian Vettel  | Ferrari              | 51         | baleset        | 1        |         |      |
| ki       | 35       | Szergej Szirotkin | Williams-Mercedes    | 51         | erőforrás      | 12       |         |      |
| ki       | 3        | Daniel Ricciardo  | Red Bull-TAG Heuer   | 27         | erőforrás      | 19       |         |      |

Megjegyzés:
- ↑ 1:  — Carlos Sainz Jr. eredetileg a 10. helyen ért célba, ám a verseny után 10 másodperces időbüntetést kapott biztonsági autós fázis alatti előzésért, ezzel visszaesett a 12. helyre.[8]
- ↑ 2:  — Fernando Alonso nem ért célba, de a helyezését értékelték, mert a versenytáv több, mint 90%-át teljesítette.

## A világbajnokság állása a verseny után
| H   | Versenyzők       | Pont | H   | Konstruktőrök        | Pont |
| --- | ---------------- | ---- | --- | -------------------- | ---- |
| 1.  | Lewis Hamilton   | 188  | 1.  | Mercedes             | 310  |
| 2.  | Sebastian Vettel | 171  | 2.  | Ferrari              | 302  |
| 3.  | Kimi Räikkönen   | 131  | 3.  | Red Bull-TAG Heuer   | 211  |
| 4.  | Valtteri Bottas  | 122  | 4.  | Renault              | 80   |
| 5.  | Daniel Ricciardo | 106  | 5.  | Force India-Mercedes | 59   |
| 6.  | Max Verstappen   | 105  | 6.  | Haas-Ferrari         | 59   |
| 7.  | Nico Hülkenberg  | 52   | 7.  | McLaren-Renault      | 48   |
| 8.  | Fernando Alonso  | 40   | 8.  | Toro Rosso-Honda     | 20   |
| 9.  | Kevin Magnussen  | 39   | 9.  | Sauber-Ferrari       | 18   |
| 10. | Sergio Pérez     | 30   | 10. | Williams-Mercedes    | 4    |

(A teljes táblázat)

## Statisztikák
- Vezető helyen:
  - Sebastian Vettel: 38 kör (1-25 és 39-51)
  - Valtteri Bottas: 4 kör (26-28 és 52)
  - Kimi Räikkönen: 10 kör (29-38)
  - Lewis Hamilton: 15 kör (53-67)
- Sebastian Vettel 55. pole-pozíciója.
- Lewis Hamilton 66. futamgyőzelme és 39. versenyben futott leggyorsabb köre.
- A Mercedes 80. futamgyőzelme.
- Lewis Hamilton 125., Valtteri Bottas 27., Kimi Räikkönen 98. dobogós helyezése.